# Kühn-Memorandum
Das Kühn-Memorandum bezeichnet den ersten Bericht des 1978 gegründeten Amtes des Ausländerbeauftragten der Bundesregierung. Dessen erster Leiter war Heinz Kühn, der das Memorandum im September 1979 veröffentlichte. Der vollständige Titel des Kühn-Memorandums lautet Stand und Weiterentwicklung der Integration der ausländischen Arbeitnehmer und ihrer Familien in der Bundesrepublik Deutschland. Das Memorandum gilt als erster Meilenstein der zweiten von fünf Phasen der Integrationspolitik im Deutschland des 20. Jahrhunderts, der „Konsolidierungsphase mit ersten Integrationsversuchen“ (1973–1980/81). Die zentrale Aussage lautete, dass Deutschland faktisch ein Einwanderungsland ist.

## Hintergrund
Tenor des Memorandums war es, dass bei den zunächst als „Gastarbeiter“ bezeichneten Arbeitern ausländischer Herkunft, die in der Bundesrepublik leben zukünftig davon ausgegangen werden muss, dass die Mehrzahl der Betroffenen dauerhaft hier verbleiben und somit eigentlich „Einwanderer“ sind. Dies widersprach der bisherigen Aussage, dass „Deutschland kein Einwanderungsland sei“, sondern hier lediglich eine „Integration auf Zeit“ stattfinden würde.
Der frühere nordrhein-westfälische Ministerpräsident Heinz Kühn (SPD) war im Jahr zuvor zum ersten Ausländerbeauftragten der Bundesregierung berufen worden. Kühn erkannte, dass die Politik eine „soziale Verantwortung gegenüber den heute […] in Deutschland lebenden und einstmals in der Mehrzahl gezielt ‚angeworbenen‘ Menschen und ihren Kindern“ habe. Er rückte damit der Integration in den Fokus des politischen Handels.

## Inhalt
Das im September 1979 veröffentlichte Memorandum schlägt neben der sozial- und arbeitsmarktpolitische Integration auch die politische Teilhabe vor. Dabei bildet die Bildung einen zentralen Ausgangspunkt.
- Die Intensivierung der integrativen Maßnahmen beginnt daher mit der frühkindlichen Sprachförderung, da ausländische Eltern oftmals Schwierigkeiten hätten ihren Kindern in der Familie die Kenntnisse der deutschen Sprache zu vermitteln. Um die Attraktivität vorschulischer Einrichtungen zu erhöhen, wurde die Heranziehung ausländischer Mitarbeiter empfohlen.
- Im Bereich der schulischen Ausbildung wird wert auf die komplette Eingliederung der ausländischen Kinder in das deutsche Schulsystem gelegt. Die multinationale Zusammensetzung der Klassen erfordere eine Anpassung der Lehrmittel und Lehrpläne. Die Einbeziehung der Muttersprache in den Regelunterricht, beispielsweise als erste oder zweite Fremdsprache, wird vorgeschlagen.
- Die berufliche Bildung sollte um berufsvorbereitende und -begleitende Maßnahmen ergänzt werden.
- Ein weiterer wichtiger Aspekt des Memorandums ist die politische Integration durch ein Optionsmodell, das vorsah, in Deutschland geborenen und aufgewachsenen Kindern einen vorbehaltlosen Rechtsanspruch auf Einbürgerung zuzugestehen, über den sie bei Erreichen der Volljährigkeit entscheiden können. Ein solches Modell wurde viele Jahre später für ab dem 1. Januar 2000 Geborene umgesetzt. Des Weiteren sprach sich Kühn für ein kommunales Wahlrecht für Zuwanderer mit längerem Aufenthalt aus.

Ziele dieser Integrationsmaßnahmen waren die volle rechtliche und tatsächliche Gleichstellung von Ausländern in Deutschland sowie die Verbesserung der bisher schlechten Zukunftsperspektiven insbesondere der rund 1 Mio. Kinder und Jugendlichen.